# Náměstí Curieových
Náměstí Curieových, bývalé Janské náměstí, je veřejné prostranství nacházející se na pravém nábřeží řeky Vltavy v Praze v městské části Praha 1 na Starém Městě (na okraji Josefova) mezi Pařížskou ulicí, nábřežím Na Františku a Dušní ulicí. V roce 1960 bylo náměstí pojmenováno po nositelích Nobelovy ceny za chemii manželích Curieových (Marie Curie-Skłodowská a Pierre Curie). Přes náměstí vede tramvajová trať směrem od Palachova náměstí ulicí 17. listopadu, na konci Pařížské ulice se trať stáčí severním směrem na Čechův most. Východní část náměstí v prostoru před hotelem Intercontinental má parkovou úpravu.

## Historie
Jde o místo, kde bylo z Vltavy podle legendy v roce 1393 vyloveno mrtvé tělo sv. Jana Nepomuckého, které zde před přenesením do katedrály bylo uchovávané v kostele svatého Kříže většího při klášteře cyriáků. Později zde stávalo Nepomukovo sousoší se žebrákem Ferdinanda Maxmiliána Brokofa, které se dnes nachází před kostelem sv. Ducha.

## Významné objekty a instituce
- budova Právnické fakulty Univerzity Karlovy (západním směrem)
- Čechův most přes Vltavu (severním směrem)
- Fairmont Golden Prague
- dům Spolku inženýrů a architektů (později sídlo sekretariátu Světové rady míru, nyní Hotel President)
- Nemocnice Na Františku s poliklinikou (východním směrem)
- Základní škola Curieových

## Okolní ulice a veřejná prostranství
- Dvořákovo nábřeží
- ulice 17. listopadu
- Pařížská ulice
- Dušní ulice
- nábřeží Na Františku
- ulice U Milosrdných
- Čechův most
- Náměstí Miloše Formana